# Colonne de Marie (Telč)

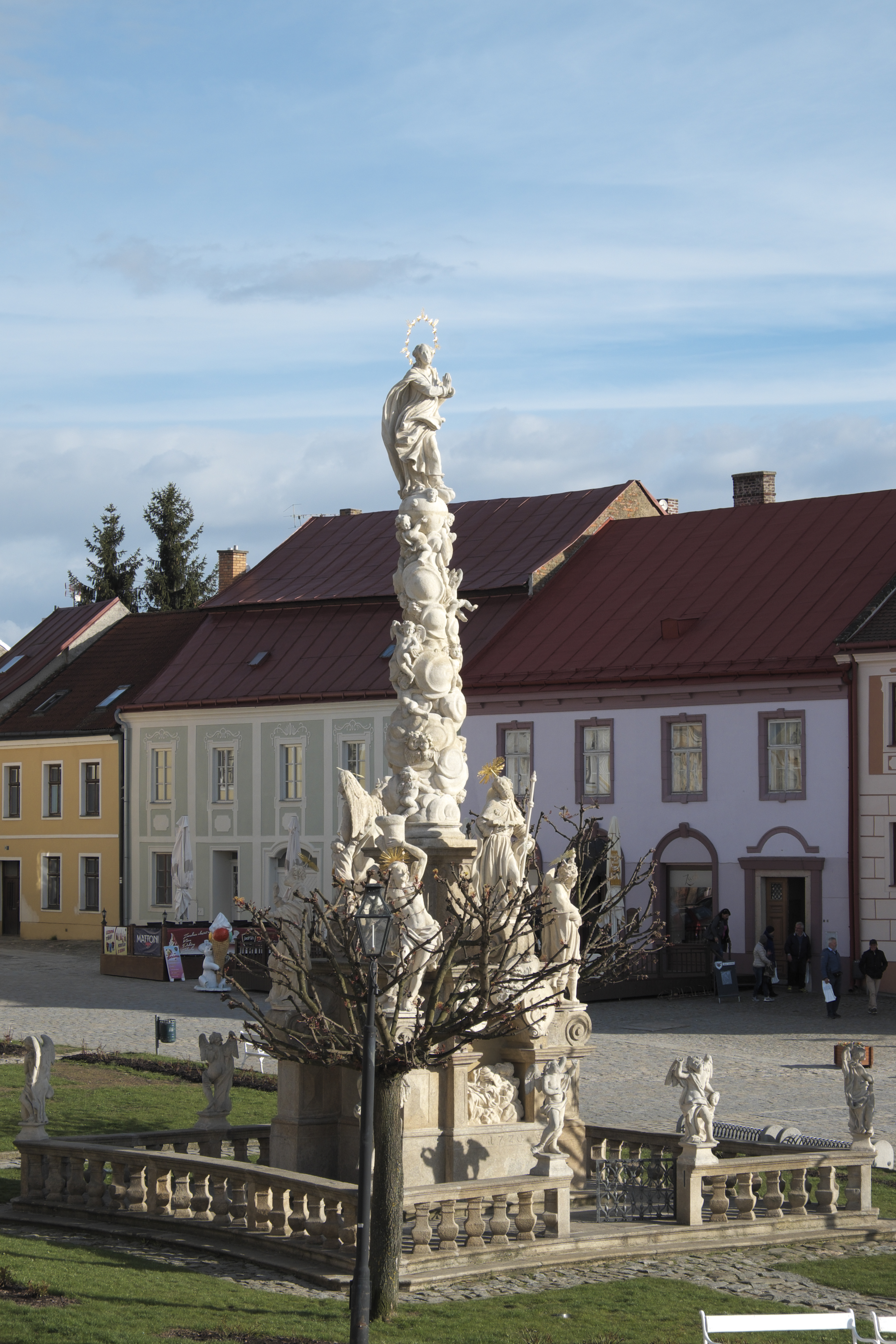
Colonne mariale à Telč

La colonne de Marie ou colonne mariale (en tchèque Mariansky sloup) à Telč (allemand Teltsch), une ville tchèque de la région de Vysočina, a été construite entre 1716 et 1720. La colonne mariale (ou encore colonne de la peste) du côté est de la place du marché est un monument culturel protégé.
La citoyenne Zuzana Hodová, qui habitait place du marché dans la maison n° 52, a légué par testament 1000 florins pour la construction de la colonne mariale. Celle-ci a été érigée par David Lipart († 1720) de Brtnice.

## Description
La colonne parsemée de putti porte une image couronnée d'étoiles de la Vierge Marie sans enfant, du type de Marie l'Immaculée. Elle regarde vers le nord-ouest à travers la place de la ville jusqu'au château. La colonne repose sur un piédestal carré à trois niveaux. Son niveau supérieur est flanqué à l'avant de l'apôtre Jacques l'Ancien, à l'arrière d'anges gardiens.

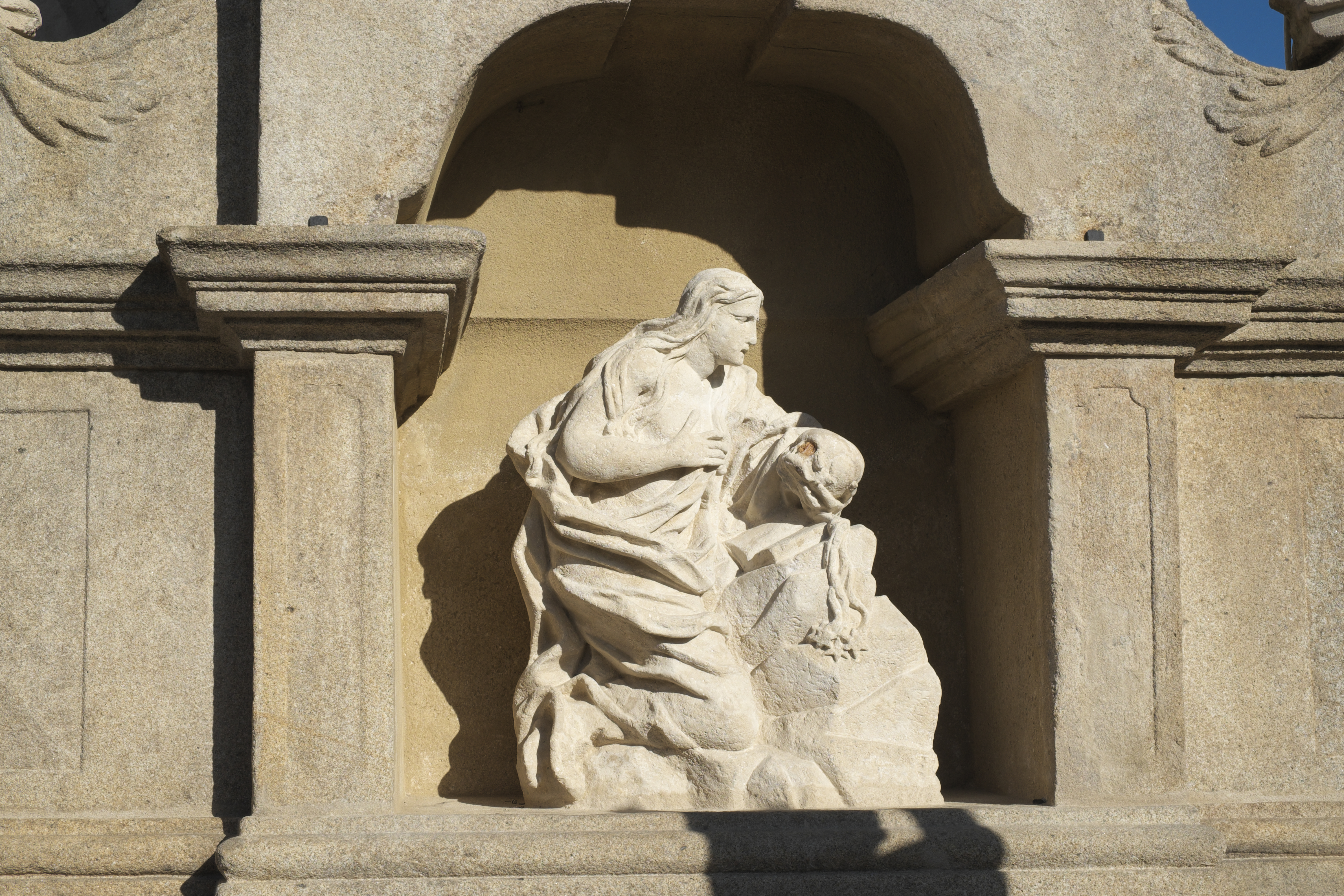
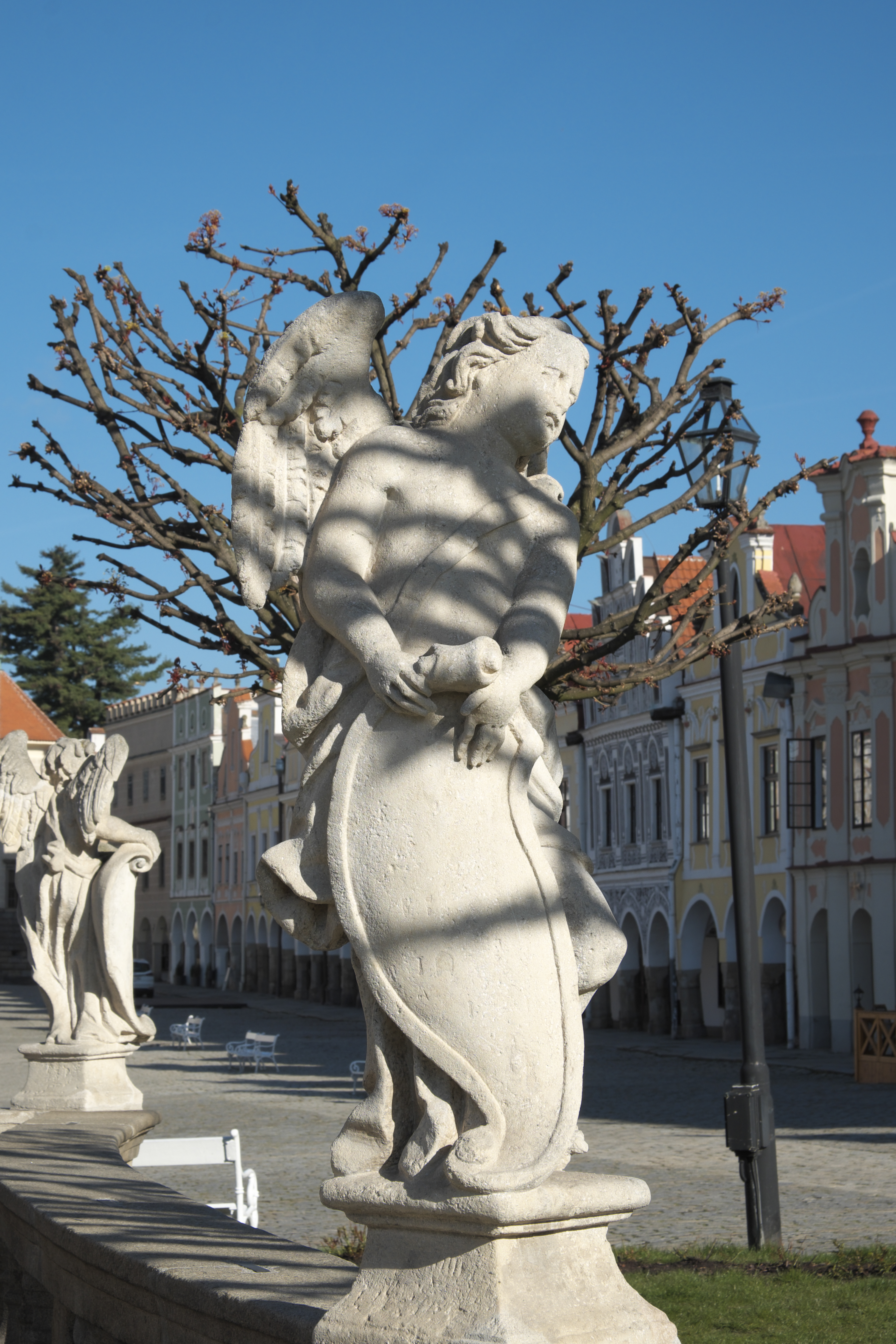
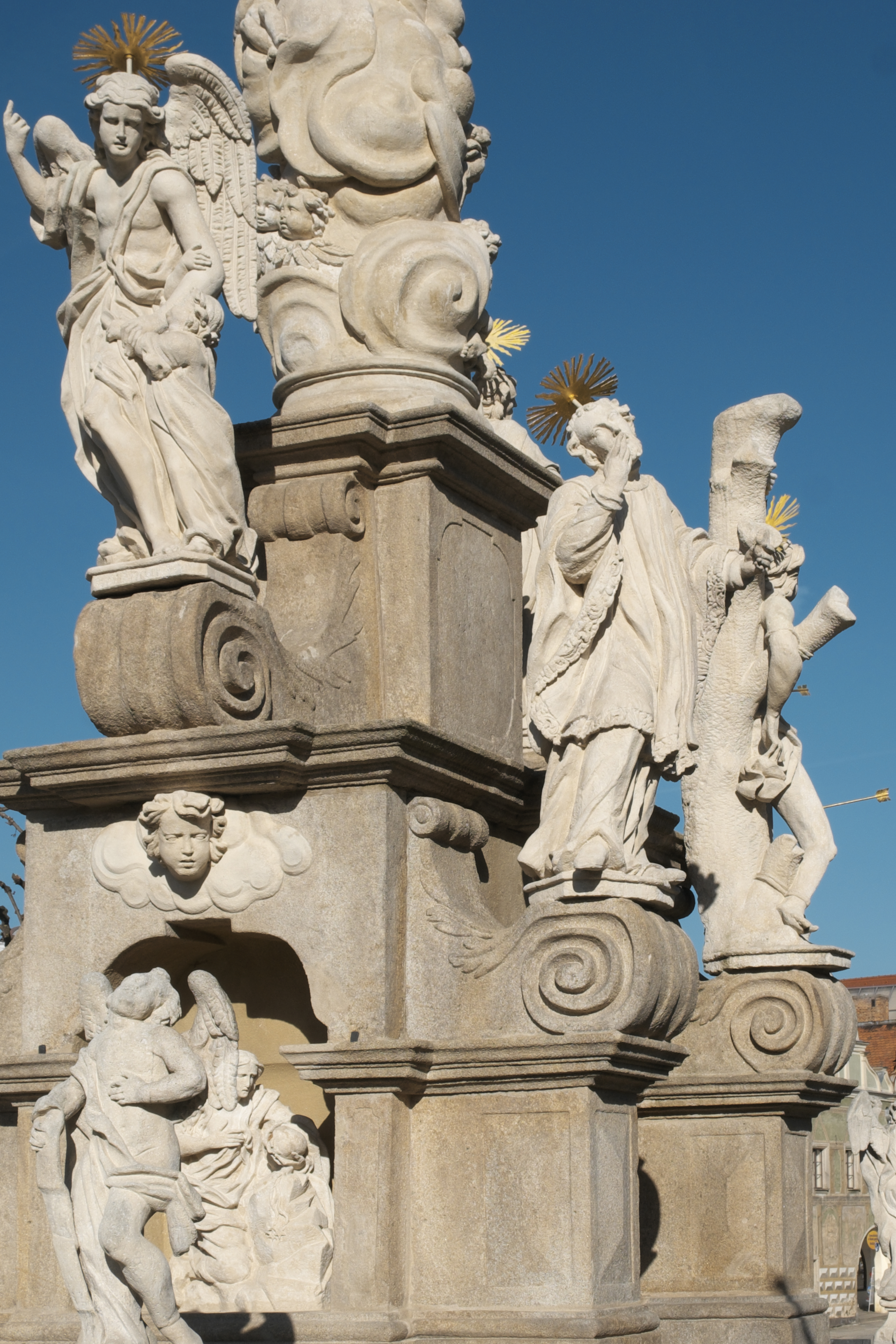

## Littérature
- Josef Hrdlička, Markéta Hrdličková, Antonín Bína : Tél. Sites dans et autour de la ville. Dobrý důvod, Telč 2007,  (ISBN 978-80-903546-4-7), pp. 13-15.
- Baedeker République tchèque. 6e Édition, Ostfildern 2014,  (ISBN 978-3-8297-1474-7), page 417.

## Liens web
- Sites touristiques à Telč